# Leptacis
Leptacis is een geslacht van vliesvleugelige insecten uit de familie Platygastridae.

## Soorten
- L. ariadne Buhl, 1999
- L. bitensis Kieffer, 1926
- L. breisteini Buhl, 1997
- L. buchi Buhl, 1997
- L. coryphe Buhl, 1998
- L. curvispinus Kozlov, 1978
- L. fimbriata Kieffer, 1917
- L. halia (Walker, 1835)
- L. hispanica Buhl, 2001
- L. joenssoni Buhl, 2010
- L. kozlovi Buhl, 1997
- L. laevipetiolata Buhl, 1997
- L. laodice (Walker, 1835)
- L. lignicola Kieffer, 1916
- L. longimanus Kieffer, 1916
- L. melampus (Foerster, 1861)

- L. nice (Walker, 1835)
- L. nydia (Walker, 1835)
- L. orchymonti Debauche, 1947
- L. ozines (Walker, 1835)
- L. rigidicornis (Foerster, 1861)
- L. tipulae (Kirby, 1798)
- L. tripartita (Kieffer, 1913)
- L. vlugi Buhl, 1997